# Stenodactylus doriae
Espèce
Synonymes
- Ceramodactylus doriae Blanford, 1874
- Ceramodactylus major Parker, 1930

Statut de conservation UICN

 LC  : Préoccupation mineure
Stenodactylus doriae est une espèce de geckos de la famille des Gekkonidae.

## Répartition
Cette espèce se rencontre en Israël, en Jordanie, en Arabie saoudite, en Oman, aux Émirats arabes unis, au Koweït, en Irak et en Iran.

## Description
Stenodactylus doriae mesure jusqu'à 83 mm, queue non comprise.

## Étymologie
Cette espèce est nommée en l'honneur de Giacomo Doria.

## Publication originale
- Blanford, 1874 : Descriptions of new lizards from Persia and Baluchistàn. Annals and Magazine of Natural History, ser. 4, vol. 13, p. 453-455 (texte intégral).